# Unione Sportiva Fiorenzuola 1922 1993-1994
Questa pagina raccoglie le informazioni riguardanti l'Unione Sportiva Fiorenzuola 1922 nelle competizioni ufficiali della stagione 1993-1994.

## Stagione
Nella stagione 1993-1994 il Fiorenzuola disputa il primo campionato della sua storia in Serie C1, militando per l'ottava volta nella terza serie nazionale, palcoscenico su cui mancava dalla stagione 1947-1948.
In campionato i rossoneri vengono inseriti nel girone A, mentre in Coppa Italia, ritornata nel frattempo ai gironi all'italiana, trovano posto nel girone D insieme a Pro Sesto, Spezia Pavia e Vogherese (queste ultime militanti in Serie C2).
Per la prima volta da quando milita in Serie C l'allenatore della passata stagione, Giorgio Veneri, viene riconfermato sulla panchina dei valdardesi. La prima partita stagionale è la prima giornata del girone di Coppa Italia, che vede il Fiorenzuola vincere 1-0 in casa della Pro Sesto con gol di Rossi. La prima casalinga si disputa alla giornata successiva ed è una vittoria per 2-1 sullo Spezia con doppietta di Rossi. Con due pareggi nelle ultime due partite il Fiorenzuola chiude al comando il girone davanti alla Pro Sesto qualificandosi per la fase a eliminazione diretta.

Fase di gioco di Fiorenzuola-Spal 2-2

La prima giornata di campionato si disputa il 12 settembre ed è vinta dal Fiorenzuola per 2-1 contro la Carrarese con reti di Sgrò e Crippa. Il Fiorenzuola parte molto bene arrivando a conquistare la testa della classifica dopo la decima giornata e mantenendola fino alla quattordicesima nella quale, complice la sconfitta per 2-1 contro la pro Sesto, subisce il sorpasso della Spal. La giornata successiva, il 19 dicembre, Spal e Fiorenzuola si scontrano con la partita che termina sul 2-2 lasciando i rossoneri al secondo posto, posizione mantenuta anche al termine del girone d'andata, con quattro punti di distanza dai ferraresi leader.
Nel frattempo il Fiorenzuola supera i sedicesimi di finale di Coppa Italia Serie C in cui era contrapposto al Carpi con una sconfiggendo gli emiliani per 3-1 ai calci di rigore dopo che entrambe le sfide erano terminate sul 2-0 per la squadra di casa. I rossoneri usciranno dalla competizione nel turno successivo, contro il Montevarchi (squadra militante nel girone B della Serie C2) a causa della regola dei gol in trasferta dopo aver perso 1-0 in Toscana e vinto 2-1 al Comunale.
Nel girone di ritorno il Fiorenzuola subisce però un brusco calo, complici la partenza di Sgrò e l'infortunio di Putelli, uscendo dalla lotta per la promozione diretta prima e poi anche dalla lotta per entrare nei neocostituiti play-off che avrebbero determinato la seconda promozione. Complessivamente nella fase discendente del torneo il Fiorenzuola ottiene 14 punti (contro i 31 dell'andata) frutto di 2 sole vittorie, 11 pareggi e 4 sconfitte che determinano il settimo posto finale con 45 punti.
A fine stagione il giocatore più utilizzato è Vecchi con 34 presenze, mentre il miglior marcatore è Rossi con 6 reti.

## Organigramma societario
Fonte:
Area direttiva
- Presidente: Antonio Villa
- Vicepresidente: Roberto Bricchi
- Segretario: Angelo Gardella

Area tecnica
- Direttore sportivo: Riccardo Francani
- Allenatore: Giorgio Veneri
- Allenatore in seconda: Paolo Guarnieri

Area sanitaria
- Medico sociale: Giovanni Tamarri
- Massaggiatore: Corrado Gatti

## Rosa
Sono in corsivo i giocatori che hanno lasciato la società durante la stagione.
| N. |                      | Ruolo | Calciatore         |
| -- | -------------------- | ----- | ------------------ |
|    | Argentina (bandiera) | P     | Hugo Rubini        |
|    | Italia (bandiera)    | P     | Roberto Serena     |
|    | Italia (bandiera)    | D     | Andrea Da Rold     |
|    | Italia (bandiera)    | D     | Luciano Dondo      |
|    | Italia (bandiera)    | D     | Andrea Gorrini     |
|    | Italia (bandiera)    | D     | Claudio Maretti    |
|    | Italia (bandiera)    | D     | Riccardo Dell'Armi |
|    | Italia (bandiera)    | D     | Fabrizio Roda      |
|    | Italia (bandiera)    | D     | Cristian Trapella  |
|    | Italia (bandiera)    | D     | William Viali      |
|    | Italia (bandiera)    | C     | Walter Antonello   |

| N. |                   | Ruolo | Calciatore              |
| -- | ----------------- | ----- | ----------------------- |
|    | Italia (bandiera) | C     | Rocco Crippa (capitano) |
|    | Italia (bandiera) | C     | Andrea Mazzaferro       |
|    | Italia (bandiera) | C     | Massimo Pellegrini      |
|    | Italia (bandiera) | C     | Mirco Poloni            |
|    | Italia (bandiera) | C     | Marco Sgrò              |
|    | Italia (bandiera) | C     | Stefano Vecchi          |
|    | Italia (bandiera) | A     | Graziano Mannari        |
|    | Italia (bandiera) | A     | Gianluca Nistri         |
|    | Italia (bandiera) | A     | Massimo Pedriali        |
|    | Italia (bandiera) | A     | Roberto Putelli         |
|    | Italia (bandiera) | A     | Giovanni Rossi          |

## Calciomercato

### Sessione estiva
I nuovi acquisti durante la stagione estiva sono i giovani Viali e Poloni in prestito dall'Atalanta dalla quale arriva anche il difensore Maretti, il centrocampista Antonello e il difensore Da Rold dal Giorgione, il portiere argentino Rubini dal Casale per 200 milioni di lire, i centrocampisti Vecchi in compartecipazione dall'Inter e Mazzaferro dal Taranto.
Se ne vanno Baldacci all'Albinese, Lombardini al Frassati, Mazzi e Pompini alla Casalese, Pozzi al Saronno e Pavanel al Monopoli, oltre a Santoloci che torna al Piacenza per fine prestito.
| Acquisti | Acquisti          | Acquisti  | Acquisti          |
| R.       | Nome              | da        | Modalità          |
| -------- | ----------------- | --------- | ----------------- |
| P        | Hugo Rubini       | Casale    |                   |
| D        | Andrea Da Rold    | Giorgione |                   |
| D        | Claudio Maretti   | Atalanta  |                   |
| D        | William Viali     | Atalanta  | prestito          |
| C        | Walter Antonello  | Giorgione |                   |
| C        | Andrea Mazzaferro | Taranto   |                   |
| C        | Mirco Poloni      | Atalanta  | prestito          |
| C        | Stefano Vecchi    | Inter     | compartecipazione |

| Cessioni | Cessioni                | Cessioni   | Cessioni      |
| R.       | Nome                    | a          | Modalità      |
| -------- | ----------------------- | ---------- | ------------- |
| P        | Massimo Burgzzi         | Pergocrema |               |
| D        | Domenico Baldacci       | Albinese   |               |
| D        | Gianbattista Lombardini | Frassati   |               |
| D        | Marco Santoloci         | Piacenza   | fine prestito |
| C        | Silvano Mazzi           | Casalese   |               |
| C        | Massimo Pavanel         | Monopoli   |               |
| C        | Marco Pozzi             | Saronno    |               |
| A        | Stefano Pompini         | Casalese   |               |

### Sessione autunnale
Durante la sessione autunnale arrivano il difensore Dondo dal Pisa, il centrocampista Pellegrini in prestito dal Modena e l'attaccante Putelli in prestito dal Padova. Lascia invece i rossoneri dopo due stagioni e mezzo Marco Sgrò che passa all'Atalanta in Serie A.
| Acquisti | Acquisti           | Acquisti | Acquisti |
| R.       | Nome               | da       | Modalità |
| -------- | ------------------ | -------- | -------- |
| D        | Luciano Dondo      | Pisa     |          |
| C        | Massimo Pellegrini | Modena   | prestito |
| A        | Roberto Putelli    | Padova   | prestito |

| Cessioni | Cessioni   | Cessioni | Cessioni |
| R.       | Nome       | a        | Modalità |
| -------- | ---------- | -------- | -------- |
| C        | Marco Sgrò | Atalanta |          |

### Operazioni esterne alle sessioni
Nel mese di novembre viene tesserato l'attaccante Mannari, svincolatosi dal Parma.
| Acquisti | Acquisti         | Acquisti | Acquisti   |
| R.       | Nome             | da       | Modalità   |
| -------- | ---------------- | -------- | ---------- |
| A        | Graziano Mannari |          | svincolato |

## Risultati

### Serie C1

#### Girone di andata
| 12 settembre 1993 1ª giornata | Fiorenzuola | 2 – 1 | Carrarese |  |

| 19 settembre 1993 2ª giornata | Como | 2 – 0 | Fiorenzuola |  |

| 26 settembre 1993 3ª giornata | Fiorenzuola | 1 – 0 | Alessandria |  |

| 3 ottobre 1993 4ª giornata | Palazzolo | 0 – 1 | Fiorenzuola |  |

| 10 ottobre 1993 5ª giornata | Chievo | 1 – 1 | Fiorenzuola |  |

| 17 ottobre 1993 6ª giornata | Fiorenzuola | 2 – 2 | Mantova |  |

| 24 ottobre 1993 7ª giornata | Prato | 0 – 1 | Fiorenzuola |  |

| 31 ottobre 1993 8ª giornata | Fiorenzuola | 0 – 0 | Pistoiese |  |

| 7 novembre 1993 9ª giornata | Triestina | 1 – 2 | Fiorenzuola |  |

| 14 novembre 1993 10ª giornata | Fiorenzuola | 2 – 1 | Massese |  |

| 21 novembre 1993 11ª giornata | Fiorenzuola | 0 – 0 | Carpi |  |

| 28 novembre 1993 12ª giornata | Bologna | 1 – 1 | Fiorenzuola |  |

| 5 dicembre 1993 13ª giornata | Fiorenzuola | 2 – 0 | Spezia |  |

| 12 dicembre 1993 14ª giornata | Pro Sesto | 2 – 1 | Fiorenzuola |  |

| 19 dicembre 1993 15ª giornata | Fiorenzuola | 2 – 2 | SPAL |  |

| 24 dicembre 1993 16ª giornata | Leffe | 0 – 0 | Fiorenzuola |  |

| 16 gennaio 1994 17ª giornata | Fiorenzuola | 1 – 0 | Empoli |  |

#### Girone di ritorno
| 23 gennaio 1994 18ª giornata | Carrarese | 0 – 0 | Fiorenzuola |  |

| 30 gennaio 1994 19ª giornata | Fiorenzuola | 0 – 0 | Como |  |

| 6 febbraio 1994 20ª giornata | Alessandria | 0 – 0 | Fiorenzuola |  |

| 13 febbraio 1994 21ª giornata | Fiorenzuola | 1 – 0 | Palazzolo |  |

| 20 febbraio 1994 22ª giornata | Fiorenzuola | 1 – 2 | Chievo |  |

| 6 marzo 1994 23ª giornata | Mantova | 2 – 0 | Fiorenzuola |  |

| 13 marzo 1994 24ª giornata | Fiorenzuola | 1 – 1 | Prato |  |

| 20 marzo 1994 25ª giornata | Pistoiese | 0 – 0 | Fiorenzuola |  |

| 27 marzo 1994 26ª giornata | Fiorenzuola | 0 – 1 | Triestina |  |

| 10 aprile 1994 27ª giornata | Massese | 1 – 1 | Fiorenzuola |  |

| 17 aprile 1994 28ª giornata | Carpi | 0 – 0 | Fiorenzuola |  |

| 24 aprile 1994 29ª giornata | Fiorenzuola | 0 – 1 | Bologna |  |

| 1º maggio 1994 30ª giornata | Spezia | 3 – 1 | Fiorenzuola |  |

| 8 maggio 1994 31ª giornata | Fiorenzuola | 1 – 1 | Pro Sesto |  |

| 15 maggio 1994 32ª giornata | SPAL | 2 – 1 | Fiorenzuola |  |

| 22 maggio 1994 33ª giornata | Fiorenzuola | 1 – 0 | Leffe |  |

| 29 maggio 1994 34ª giornata | Empoli | 4 – 2 | Fiorenzuola |  |

## Statistiche

### Statistiche di squadra
| Competizione         | Punti | Totale | Totale | Totale | Totale | Totale | Totale | DR |
| Competizione         | Punti | G      | V      | N      | P      | Gf     | Gs     | DR |
| -------------------- | ----- | ------ | ------ | ------ | ------ | ------ | ------ | -- |
| Serie C1             | 45    | 34     | 10     | 15     | 9      | 28     | 30     | -2 |
| Coppa Italia Serie C |       | 8      | 4      | 2      | 2      | 8      | 6      | +2 |
| Totale               |       | 42     | 14     | 17     | 11     | 36     | 36     | 0  |

### Statistiche dei giocatori
| Giocatore     | Serie C1 | Serie C1 | Coppa Italia Serie C | Coppa Italia Serie C | Totale   | Totale |
| Giocatore     | Presenze | Reti     | Presenze             | Reti                 | Presenze | Reti   |
| ------------- | -------- | -------- | -------------------- | -------------------- | -------- | ------ |
| W. Antonello  | 17       | 1        | ?                    | ?                    | 17+      | 1+     |
| R. Crippa     | 29       | 3        | ?                    | ?                    | 29+      | 3+     |
| A. Da Rold    | 11       | 0        | ?                    | ?                    | 11+      | 0+     |
| L. Dondo      | 24       | 0        | ?                    | ?                    | 24+      | 0+     |
| A. Gorrini    | 5        | 0        | ?                    | 1                    | 5+       | 1      |
| G. Mannari    | 11       | 0        | ?                    | 2                    | 11+      | 2      |
| C. Maretti    | 31       | 0        | ?                    | ?                    | 31+      | 0+     |
| A. Mazzaferro | 29       | 4        | ?                    | 1                    | 29+      | 5      |
| G. Nistri     | 26       | 2        | ?                    | ?                    | 26+      | 2+     |
| F. Paratici   | 17       | 0        | ?                    | ?                    | 17+      | 0+     |
| M. Pedriali   | 11       | 1        | ?                    | ?                    | 11+      | 1+     |
| M. Pellegrini | 15       | 0        | ?                    | ?                    | 15+      | 0+     |
| M. Poloni     | 21       | 0        | ?                    | ?                    | 21+      | 0+     |
| R. Putelli    | 12       | 5        | ?                    | ?                    | 12+      | 5+     |
| F. Roda       | 16       | 0        | ?                    | ?                    | 16+      | 0+     |
| G. Rossi      | 29       | 6        | ?                    | 4                    | 29+      | 10     |
| H. Rubini     | 32       | -24      | ?                    | ?                    | 32+      | -24+   |
| R. Serena     | 2        | -4       | ?                    | ?                    | 2+       | -4+    |
| M. Sgrò       | 9        | 1        | ?                    | ?                    | 9+       | 1+     |
| C. Trapella   | 30       | 2        | ?                    | ?                    | 30+      | 2+     |
| S. Vecchi     | 34       | 1        | ?                    | ?                    | 34+      | 1+     |
| W. Viali      | 29       | 1        | ?                    | ?                    | 29+      | 1+     |